# ウタの歌 ONE PIECE FILM RED
『ウタの歌 ONE PIECE FILM RED』（ウタのうた ワンピース フィルム レッド）は、Adoのアルバム。2022年8月10日にVirgin Musicより発売された。LPレコード盤は2023年6月14日に発売。

## 概要
前作『狂言』から約6か月ぶりのアルバムリリースとなる。
本作は、アニメ映画『ONE PIECE FILM RED』の主題歌と劇中歌で構成されており、収録曲はそれぞれ中田ヤスタカ、Mrs. GREEN APPLE、Vaundy、FAKE TYPE.、澤野弘之、折坂悠太、秦基博が映画の為に書き下ろしたものとなっている。
初回限定盤と通常盤の2形態で発売。初回限定盤はCDにボーナストラック（#9 - #10）、DVDにミュージック・ビデオを収録。通常盤はCD（#1 - #8）のみ。通常盤のジャケットは、『ONE PIECE』の原作者である尾田栄一郎が、初回限定盤のジャケットは、Adoのイメージディレクターを務めているORIHARAがそれぞれ書き下ろしたものとなっている。
2022年7月12日、初回限定盤にボーナストラックが2曲収録されることが発表され、8月2日には、スペシャルトラックとして「ビンクスの酒」が本作に収録されることがTwitterにて発表された。

## 収録内容
| #         | タイトル                                                     | 作詞               | 作曲         | 編曲                     | 時間  |
| --------- | ------------------------------------------------------------ | ------------------ | ------------ | ------------------------ | ----- |
| 1.        | 「新時代」                                                   | 中田ヤスタカ       | 中田ヤスタカ | 中田ヤスタカ             | 3:46  |
| 2.        | 「私は最強」                                                 | 大森元貴           | 大森元貴     | Mrs. GREEN APPLE、伊東乾 | 4:17  |
| 3.        | 「逆光」                                                     | Vaundy             | Vaundy       | Vaundy                   | 3:57  |
| 4.        | 「ウタカタララバイ」                                         | トップハムハット狂 | FAKE TYPE.   | DYES IWASAKI             | 2:53  |
| 5.        | 「Tot Musica」                                               | cAnON.             | 澤野弘之     | 澤野弘之                 | 3:15  |
| 6.        | 「世界のつづき」                                             | 折坂悠太           | 折坂悠太     | 川口大輔                 | 4:47  |
| 7.        | 「風のゆくえ」                                               | 秦基博             | 秦基博       | Tomi Yo、秦基博          | 4:32  |
| 8.        | 「ビンクスの酒 -Special Track-」                             | 尾田栄一郎         | 田中公平     | nishi-ken                | 3:27  |
| 9.        | 「風のゆくえ（Child Ver.）」(初回限定盤ボーナス・トラック)   |                    |              |                          | 1:40  |
| 10.       | 「世界のつづき（Youth Ver.）」(初回限定盤ボーナス・トラック) |                    |              |                          | 1:58  |
| 合計時間: | 合計時間:                                                    | 合計時間:          | 合計時間:    | 合計時間:                | 34:32 |

| #  | タイトル                  | 作詞 | 作曲・編曲 |
| -- | ------------------------- | ---- | ---------- |
| 1. | 「新時代」(Music Video)   |      |            |
| 2. | 「私は最強」(Music Video) |      |            |
| 3. | 「逆光」(Music Video)     |      |            |

LPレコードは、CDの#1 - 4がA面、#5 - 8がB面に収録。

## 演奏
- 伊東乾：Strings & Horn Arrangement (#2)
- 大森元貴 (Mrs. GREEN APPLE)：Electric Guitar & Programming (#2)
- 若井滉斗 (Mrs. GREEN APPLE)：Electric Guitar (#2)
- 藤澤涼架 (Mrs. GREEN APPLE)：Acoustic Piano (#2)
- クラカズヒデユキ：Drums, Triangle, Cabasa, Tambourine, Vibraslap, Wind Chime & Shaker (#2)
- 森夏彦：Electric Bass (#2)
- 須原杏、名倉主、佐藤帆乃佳、白須今：1st Violin (#2)
- 大嶋世菜：2nd Violin (#2.8)
- 中島優紀、三輪紫乃：2nd Violin (#2)
- 山本大将：2nd Violin (#2.8)
- 三品芽生、世川すみれ：Viola (#2)
- 伊藤修平、村岡苑子：Cello (#2)
- 吉澤達彦：Trumpet (#2)
- 半田信英：Trombone (#2)
- 近藤淳也：Alto Sax (#2)
- TAIKING (Suchmos)：Guitar (#3)
- 上ちゃん (マキシマム ザ ホルモン)：Bass (#3)
- BOBO：Drums (#3)
- Johngarabushi：Guitar (#4)
- 澤野弘之：Piano, Keyboards, Chorus & All Other Instruments (#5)
- 藤崎誠人：Drums (#5)
- 田辺トシノ：Bass (#5)
- 飯室博：Guitars & Chorus (#5)
- KOHTA YAMAMOTO, cAnON., Akiko, Rie：Chorus (#5)
- 青山英里香：Strings (#6)
- 川口大輔：Piano & All Other Instruments (#6)
- Tomi Yo：Acoustic Piano & Other Instruments (#7)
- 河村“カースケ”智康：Drums (#7)
- 須藤優 (XIIX)：Bass (#7)
- 設楽博臣：Acoustic Guitar (#7)
- 室屋光一郎：Strings (#7)
- 庄司さとし：Oboe (#7)
- 藤田乙比古、庄司知世：Horn (#7)
- 朝川朋之：Harp (#7)
- 萱谷亮一：Percussion (#7)
- 佐々木詩織、渡辺磨裕美、青輝波美賀、SAK.、礒飛健太、大山佳祐：Chorus (#7)
- nishi-ken：Piano (#8)
- 門脇大輔：1st Violin & Strings Arrangement (#8)
- 村中俊之：Cello (#8)

## チャート成績

### オリコン
2022年8月16日発表の週間アルバムランキングで初登場2位を記録、8月17日発表の「週間デジタルアルバムランキング」と8月19日発表の「合算アルバムランキング」では1位を獲得した。Adoは8月22日付のオリコン週間チャートにおいて合算シングル、合算アルバム、デジタル3部門（デジタルシングル、デジタルアルバム、ストリーミング）を合わせ5冠を達成、LiSA、BTSに次ぐ史上3組目の記録達成となった。

### Billboard JAPAN
2022年8月17日公開の総合アルバム・チャート“HOT Albums”で総合首位を獲得した。翌週2022年8月24日公開の総合シングルチャート"JAPAN Hot 100"にて、上位10位以内にアルバム収録楽曲7曲が同時ランクインする史上初の記録を達成した。
| チャート         | 最高順位 |
| ---------------- | -------- |
| Hot Albums       | 1        |
| Top Albums Sales | 1        |

| タイトル         | 最高順位 | 最高順位      |
| タイトル         | Hot 100  | Hot Animation |
| ---------------- | -------- | ------------- |
| 新時代           | 1        | 1             |
| 私は最強         | 1        | 1             |
| 逆光             | 1        | 1             |
| ウタカタララバイ | 1        | 1             |
| Tot Musica       | 1        | 1             |
| 風のゆくえ       | 1        | 1             |
| 世界のつづき     | 1        | 1             |

| チャート         | 順位 |
| ---------------- | ---- |
| Hot Albums       | 1    |
| Top Albums Sales | 1    |

| タイトル         | 順位    | 順位          |
| タイトル         | Hot 100 | Hot Animation |
| ---------------- | ------- | ------------- |
| 新時代           | 1       | 1             |
| 私は最強         | 1       | 1             |
| 逆光             | 1       | 1             |
| ウタカタララバイ | 1       | 1             |
| Tot Musica       | 1       | 1             |
| 風のゆくえ       | 1       | 1             |

## タイアップ
新時代
東映系アニメ映画『ONE PIECE FILM RED』オープニング主題歌・劇中歌
風のゆくえ
東映系アニメ映画『ONE PIECE FILM RED』エンディング主題歌・劇中歌
私は最強
逆光
ウタカタララバイ
Tot Musica
世界のつづき
東映系アニメ映画『ONE PIECE FILM RED』劇中歌